# Monterrubio
Monterrubio – gmina w Hiszpanii, w prowincji Segowia, w Kastylii i León, o powierzchni 25,54 km². W 2011 roku gmina liczyła 66 mieszkańców.